# VII Congresso Olimpico
Il VII Congresso Olimpico venne organizzato dal Comitato Olimpico Internazionale dal 2 al 7 giugno 1921 a Losanna, in Svizzera.

## Sviluppo
Nel 1915, Pierre de Coubertin decise di trasferire la sede del CIO a Losanna e di tenere nella città svizzera il primo Congresso Olimpico dopo la fine della prima guerra mondiale. Considerate le varie e numerose questioni sollevate dai Giochi della VII Olimpiade di Anversa nel 1920, fu necessario istituire una conferenza delle 19 federazioni sportive internazionali e tre diverse conferenze preparatorie relative agli sport invernali, all'alpinismo e all'equitazione, tutte sotto il patrocinio del CIO. Le federazioni consideravano insufficiente il loro coinvolgimento nelle decisioni del massimo organo sportivo e arrivarono a proporre la nascita di un'unione di tutte queste associazioni, ritirando poi la proposta dopo i dibattiti con il Comitato Olimpico Internazionale.
Questo incontro, che è considerato anche come la 18ª sessione del CIO, venne ospitato dal Casino de Montbenon ed ebbe come tema la "modifica del programma olimpico e delle regole di partecipazione"; per la prima volta, Pierre de Coubertin lasciò ad altri l'organizzazione dell'evento, così il comitato organizzatore fu diretto dall'architetto svizzero Eugène Monod, mentre Sigfrid Edström fu Presidente del Congresso. Vi parteciparono 78 delegati, tra cui 24 membri del CIO, 22 rappresentanti dei comitati olimpici nazionali e 15 delle federazioni sportive internazionali.
Ripensando alla guerra mondiale finita di recente, de Coubertin programmò per il Congresso uno scambio di idee sui vantaggi dello sport nel superare le barriere sociali e nel creare la pace sociale, tuttavia questo tema fu tralasciato a favore delle questioni tecniche e amministrative sui Giochi Olimpici. L'obiettivo principale dell'incontro fu quello di sviluppare un programma olimpico strutturato e di ridurre il numero di sport nei Giochi olimpici futuri, completando così il lavoro iniziato con il VI Congresso Olimpico. Le federazioni sportive internazionali, però, pretesero di decidere loro stesse le competizioni da svolgersi, per questo motivo non vi furono grandi modifiche al regolamento olimpico esistente e il Congresso non riuscì a realizzare un programma olimpico più conciso, proponendo tuttavia di tenere una nuova riunione olimpica nel 1925. Al termine delle discussioni, si decise poi di eliminare la catalogazione di sport in obbligatori e facoltativi, eliminando tiro con l'arco, golf e hockey dalle future competizioni olimpiche; quella distinzione invece fu adottata per gli esercizi della ginnastica. Sì assegnò, su esplicita volontà di de Coubertin, i Giochi della VIII Olimpiade a Parigi, a 30 anni dal I Congresso Olimpico tenutosi nella capitale francese, e le IX Olimpiadi ad Amsterdam.
Il Congresso si occupò anche dell'integrazione degli sport invernali nei Giochi Olimpici. Già nel 1908 vi era stata una gara di pattinaggio artistico ai Giochi della IV Olimpiade e nel 1920 vi furono per la prima volta anche tornei olimpici di hockey su ghiaccio. Già nel 1911, in una riunione del CIO, furono avanzate le prime proposte per integrare nel programma dei Giochi olimpici del 1912 a Stoccolma i Giochi nordici, che si tenevano in Scandinavia dal 1901, cosa che incontrò all'epoca una forte opposizione da parte degli organizzatori svedesi. Al Congresso, si decise che il paese ospitante i Giochi Olimpici avrebbe potuto organizzare gare di sport invernali sotto il patrocinio del CIO, così nel 1924, in vista dei Giochi della VIII Olimpiade di Parigi, a Chamonix si tenne la Semaine internationale des sports d'hiver ("Settimana Internazionale degli sport invernali"), in quelli che diventeranno poi i primi giochi olimpici invernali.